# 比尼章克申 (加利福尼亞州)
比尼章克申（英語：Binney Junction）是位於美國加利福尼亞州尤巴縣的一個非建制地區。該地的面積和人口皆未知。

## 地理
比尼章克申的座標為39°09′27″N 121°35′25″W / 39.15750°N 121.59028°W，而該地的平均海拔高度為17米（即56英尺）。